# Phragmatobia luctifera
Phragmatobia luctifera là một loài bướm đêm thuộc phân họ Arctiinae, họ Erebidae.